# Terä
Terä est une zone de planification de Tampere en Finlande. 
Terä comprend les zones statistiques:  Polso, Terälahti et Velaatta.